# 대구 도동 측백나무 숲
대구 도동 측백나무 숲(大邱道洞 -)은 대한민국 대구광역시 동구에 위치한 측백나무 숲이다.
본래 측백나무는 한반도보다 중국에서 더 많이 자라는 나무로 한반도에서 측백나무 군락이 형성되는 것은 드문 일이다. 희귀한 수종의 군락지라는 특성상 보존가치가 높았기 때문에 1962년에 천연기념물 제1호로 지정하였다.
일제강점기 1933년에 천연기념물 제도가 시행한 터라 이전 명칭은 '달성의 측백수림'이었다. 1981년 달성군 공산면이 대구직할시에 편입되어 더 이상 달성군에 소재하지 않아 혼동을 줄 수 있다는 우려와 함께 수림(樹林)이라는 한자어를 풀어서 명칭을 변경하였다.

## 개요
측백나무는 중국 및 우리나라에 분포하고 있으며, 우리나라에는 단양, 대구, 안동, 영양 등지에서 자라고 있다. 절벽 바위에 뿌리를 내리고 숲을 이루는 경우가 많으며, 주변환경을 아름답게 하기 위해 주택과 마을 주변에 많이 심고 있다.
대구 도동 측백나무 숲은 나무의 높이가 5-7m 정도되는 700여 그루의 나무가 중생대 백악기의 퇴적암 경상 누층군 대구층 절벽에 자라고 있으며, 측백나무 외에도 소나무, 느티나무, 말채나무 등이 함께 어우러져 있다. 주변의 숲은 사람들이 나무를 함부로 베어가서 황폐해졌지만 측백나무는 절벽의 바위틈에 자라기 때문에 베어지지 않고 그대로 남을 수 있었다.
대구 도동 측백나무 숲은 천연기념물 제1호라는 이유로 많은 관심을 모으는 숲으로 지정당시에는 이 지역이 달성에 속해 있어 '달성의 측백수림'으로 불려왔다. 또한 측백나무는 중국에서만 자라는 나무로 알려져 있었는데 우리나라에서도 자라고 있어 식물 분포학상 학술적 가치가 높아 천연기념물로 지정되었다.
현재 대구 도동 측백나무숲의 보호를 위하여 공개제한 지역으로 지정되어 있어 관리 및 학술 목적으로 출입하고자 할때에는 문화재청장의 허가를 받아 출입할 수 있다.

## 갤러리

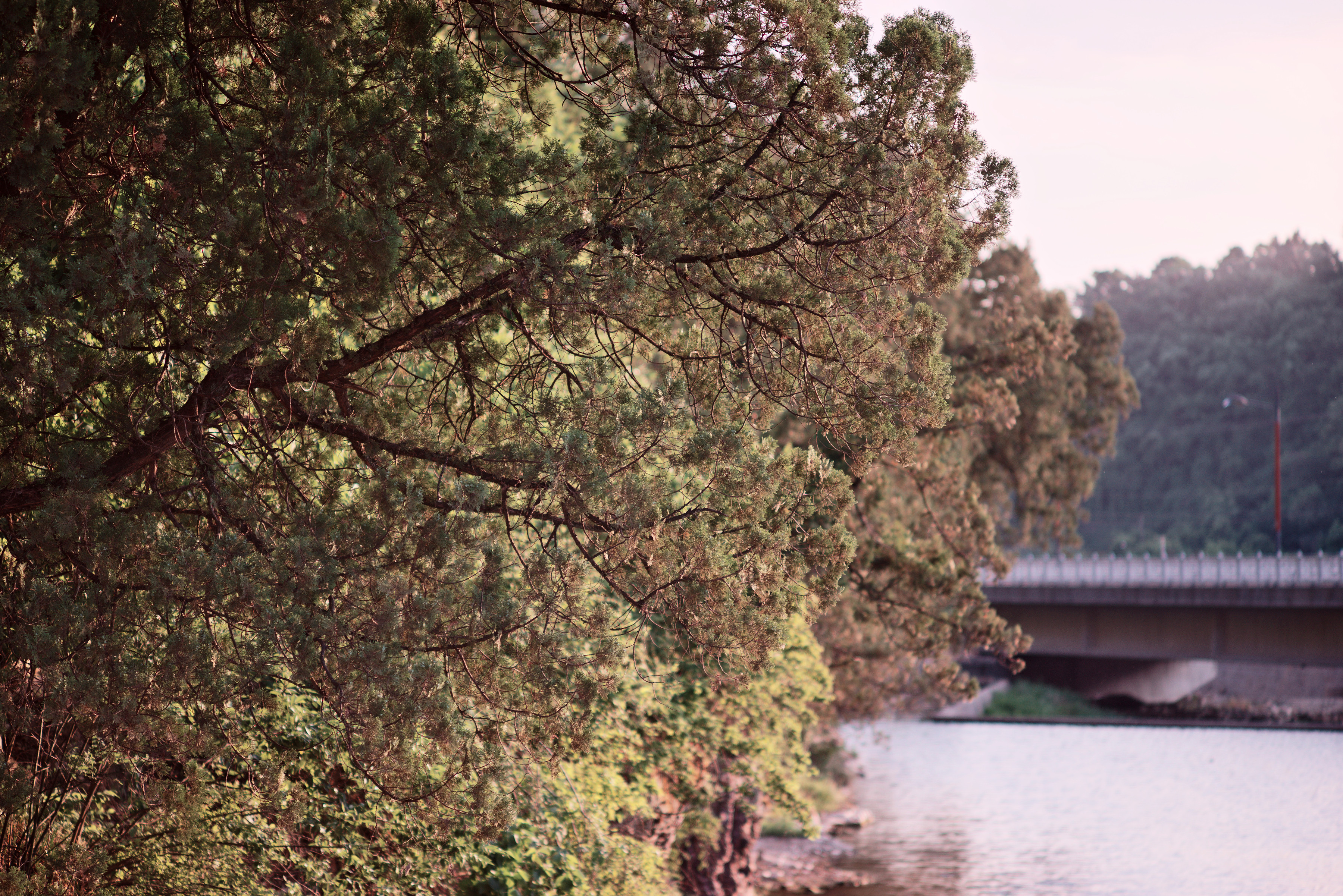
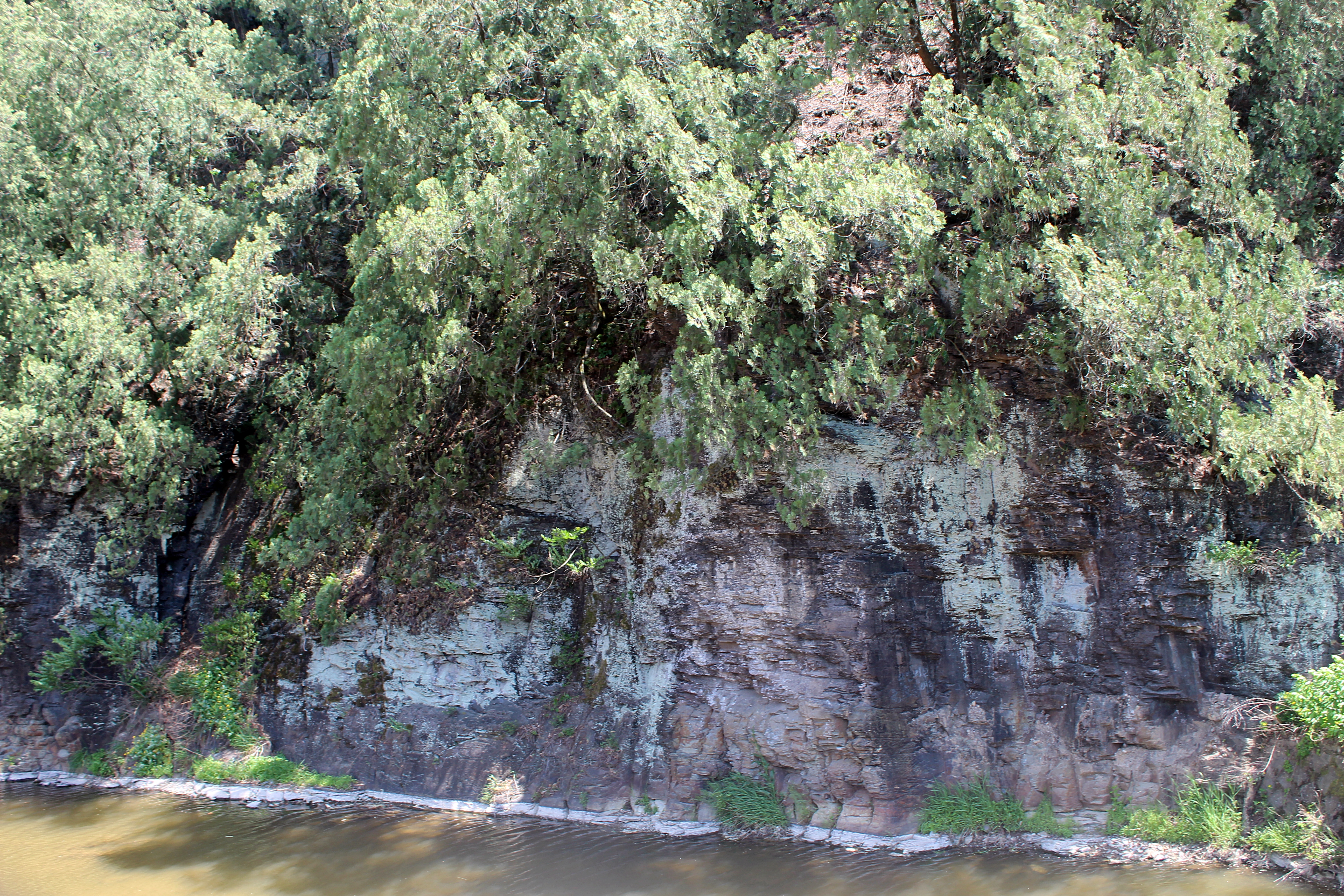

## 같이 보기
- 단양 영천리 측백나무 숲 (천연기념물 제62호)
- 영양 감천리 측백나무 숲 (천연기념물 제114호)
- 안동 구리 측백나무 숲 (천연기념물 제252호)
- 서울 삼청동 측백나무 (천연기념물 제255호)

## 참고 자료
- 달성의 측백수림 보관됨 2007-09-29 - 웨이백 머신 - 남북의 천연기념물
- 대구 도동 측백나무 숲 - 국가유산청 국가유산포털